# アデリナ・ソトニコワ
アデリナ・ドミトリエヴナ・ソトニコワ（ロシア語: Адели́на Дми́триевна Со́тникова, 英語: Adelina Dmitriyevna Sotnikova, 1996年7月1日 - ）は、ロシアの元フィギュアスケート選手（女子シングル）。
2014年ソチオリンピック金メダリスト。2011年世界ジュニア選手権優勝。ロシアフィギュアスケート選手権優勝4回。

## 経歴

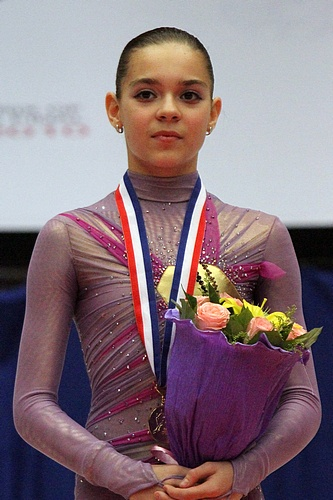
2010ジュニアグランプリファイナル

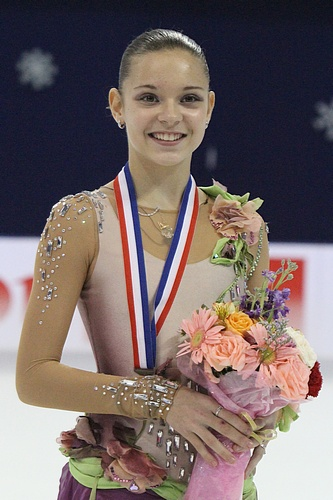
2011中国杯

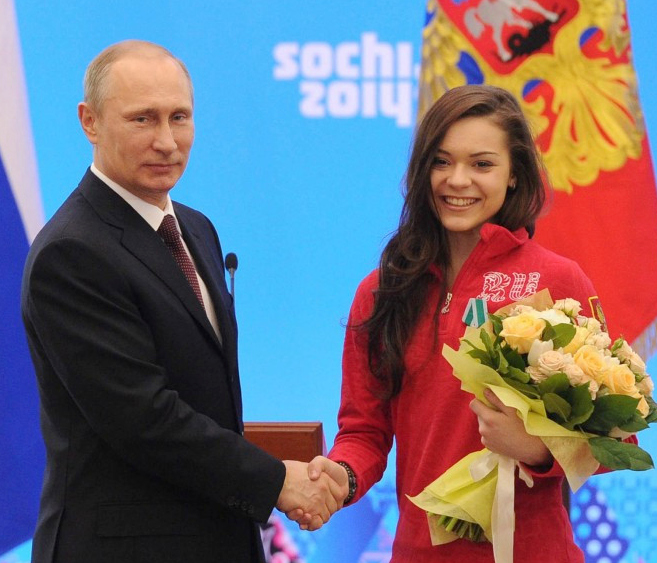
ソトニコワとウラジーミル・プーチン大統領

6歳で近所のリンクでスケートを始めた。翌年には名門クラブCSKAモスクワに移り、2004年からエレーナ・ブイアノワの指導を受け始めた。2014年ソチオリンピック期待の人材と数えられるようになり、2008年のロシア選手権では12歳の若さで優勝した。

### ジュニア時代
2010-2011シーズン、ジュニアデビュー戦となったジュニアグランプリ（JGP）第3戦のオーストリア杯で、2位以下に10点以上の差をつけて優勝。FSは、当時の女子ではイリーナ・スルツカヤと安藤美姫しか跳んでいない3回転ルッツ-3回転ループのコンビネーションジャンプに成功。シリーズ第5戦のJGPジョン・カリー記念でも優勝を果たし、ジュニアグランプリファイナルへの出場を決める。ファイナルではSP、FSともに1位となり完全優勝を果たした。ロシア選手権では2年ぶりの優勝を果たし、世界ジュニア選手権でも優勝。このシーズンの試合を全て優勝で締めくくった。

### シニア以降
2011-2012シーズン、グランプリシリーズ中国杯とロステレコム杯いずれも3位、グランプリシリーズ全体でのポイントランキングが7位となり、グランプリファイナルへは出場できなかった。続くロシア選手権ではグランプリファイナル出場者であるエリザベータ・トゥクタミシェワやアリョーナ・レオノワを破って優勝。しかし翌月のユースオリンピックでは、FSのミスが響きトゥクタミシェワに敗北、2位となった。世界ジュニア選手権では3位となった。
2012-2013シーズン、グランプリシリーズ、ロシア選手権と苦戦が続いたが、欧州選手権ではSPで1位、総合では2位となった。初出場の世界選手権では9位。

### ロシア女子初のオリンピック金メダル
2013-2014シーズン、グランプリシリーズは共に2位。グランプリファイナルではSPで2位だったものの、FSではジャンプの失敗が相次ぎ総合5位に順位を落とした。ロシア選手権では2年ぶり4度目の優勝。欧州選手権ではSP、FS共に自己ベストを更新し2年連続の2位。地元ロシアで開催された2014年ソチオリンピックでは旧ソビエト連邦時代を含めてロシア代表選手として初めて、女子シングルで金メダルを獲得した。なおソチオリンピックが開催された2014年のドーピング検査で陽性反応が出たものの、別の検体では陰性であったため問題視されなかったことを後に明かしている。
2014-2015シーズン、ロステレコム杯前週の練習において、フリップジャンプの着氷時に脚を打ち転倒。病院でのMRI検査の結果、靭帯に断裂が見つかったためにグランプリシリーズは欠場した。ロシア選手権も出場は回避した。ロシア選手権を回避したことにより、ヨーロッパ選手権の代表からは外れた。結局シーズン全ての試合を欠場した。ロシア1で放送されたダンシング・ウィズ・ザ・スターズに出演し2位に入った。
2015-2016シーズン、モルドヴィアンオーナメントで試合復帰し銀メダルを獲得。ロステレコム杯では銅メダルを獲得した。ロシア選手権では過去最低の6位に終わった。このシーズンを最後に競技会に出ることはなかった。
2016-2017シーズンは、テストスケートで新しいプログラムを披露したが、競技会への出場を見送った。2017年4月に、エフゲニー・プルシェンコとの共闘が発表されプルシェンコのフィギュアスケートアカデミーの「エンジェルズ・オブ・プルシェンコ」に移籍。その後も競技への復帰を模索したが、2020年2月には入院加療中であると報じられた。同年3月2日、現役引退を表明。
2020年3月2日、ロシア1のテレビ番組に出演し、現役引退を発表した。

## 人物
難病の二歳下の妹が1人いる。好きな選手はブライアン・ジュベール、ステファン・ランビエール、浅田真央、安藤美姫、カロリーナ・コストナー。
2013年、将来コーチになるために、ロシアの体育大学に進学した。
曽祖父は第二次世界大戦でソビエト空軍に属したエース・パイロットのアレクサンダー・コチェトフ。

## 韓国によるソチ金メダル抗議
ソチオリンピックにおいて金メダルを獲得したが、その後大韓体育会などから採点に対する抗議が発生した。FSにおいてソトニコワは、3連続ジャンプの最初の3Fと2Tは成功させた上で2Loのみ躓いたコンビネーション全体としての採点で6人の審判からGOE-1（3人は-2)という評価を受けたが、それ以外はミスなく滑りきった。一方、銀メダルとなったキム・ヨナはミスなく全体を滑りきったが、ステップやスピンでレベル3の評価を受けたことなどから基礎点が57.49点と伸び悩んだ。
このような結果を受けて大韓体育会や韓国スケート連盟はISUの懲戒委員会に提訴をし、4月16日に受理された。提訴内容としては、「採点」そのものではなく「審判の構成」に焦点をあて、過去に資格停止を受けた前科のある人物が審判団に1名いたこととロシア連盟事務総長の夫人が審判団にいて試合後にソトニコワと抱擁していたことの2つを主題とし、採点の不公正さについては「疑惑」とした。
2014年6月3日、ISUは韓国側の訴えを退けた。これについて韓国スケート連盟副会長は「法律諮問を通して対応したため、法律的な検討を受ける必要があると思う」とコメントした。6月24日、国際スポーツ仲裁裁判所（CAS）への提訴を正式に断念したが、その後も韓国ではメディアを中心に個人攻撃が相次いだ。大会から1年半以上経過した2015年12月にも韓国最大の新聞社である朝鮮日報がソトニコワを攻撃する記事を掲載しており、韓国ではソトニコワを蛍光蛾とするパロディー写真が盛り上がりをみせている。　
ソトニコワ選手は、一連の騒動について「（韓国人を恨んでいないか？という問いに）いいえ。その人たちにとってキム・ヨナ選手がどんな存在か私にはよくわかります。彼らは、彼女をひたすら応援し、彼女のために闘っているのです」と答えた。

## 技術
- 特徴的で質の高いスピンができ、トラベリング（軸がぶれて、足元が移動してしまうこと）が小さい
- 高さのあるジャンプにも定評があり、スルツカヤ、安藤美姫に次いで女子フィギュアスケート史上3人目となる3Lz-3Loのコンビネーションジャンプを成功させている[26]。

## 主な戦績
| 大会/年               | 2007-08 | 2008-09 | 2009-10 | 2010-11 | 2011-12 | 2012-13 | 2013-14 | 2015-16 |
| --------------------- | ------- | ------- | ------- | ------- | ------- | ------- | ------- | ------- |
| オリンピック          |         |         |         |         |         |         | 1       |         |
| 世界選手権            |         |         |         |         |         | 9       |         |         |
| 欧州選手権            |         |         |         |         |         | 2       | 2       |         |
| 世界国別対抗戦        |         |         |         |         | T5 / P4 | T4 / P4 |         |         |
| ロシア選手権          |         | 1       | 4       | 1       | 1       | 3       | 1       | 6       |
| GPファイナル          |         |         |         |         |         |         | 5       |         |
| GPロステレコム杯      |         |         |         |         | 3       | 5       |         | 3       |
| GPエリック杯          |         |         |         |         |         |         | 2       |         |
| GP中国杯              |         |         |         |         | 3       |         | 2       |         |
| GPスケートアメリカ    |         |         |         |         |         | 3       |         |         |
| CSゴールデンスピン    |         |         |         |         | 1       |         |         | 6       |
| CS M.オーナメント     |         |         |         |         |         |         |         | 2       |
| ネーベルホルン杯      |         |         |         |         |         | 2       |         |         |
| ユースオリンピック    |         |         |         |         | 2       |         |         |         |
| 世界Jr.選手権         |         |         |         | 1       | 3       |         |         |         |
| ロシアJr.選手権       | 10      | 1       | 6       |         |         |         |         |         |
| JGPファイナル         |         |         |         | 1       |         |         |         |         |
| JGPジョン・カリー記念 |         |         |         | 1       |         |         |         |         |
| JGPオーストリア杯     |         |         |         | 1       |         |         |         |         |
| NRW杯                 | 6 J     |         |         |         |         |         |         |         |

### 詳細
| 2015-2016 シーズン    |                                                                    |         |          |          |
| 開催日                | 大会名                                                             | SP      | FS       | 結果     |
| 2015年12月23日 - 27日 | ロシアフィギュアスケート選手権（エカテリンブルク）                 | 6 69.47 | 7 128.51 | 6 197.98 |
| 2015年12月2日 - 5日   | ISUチャレンジャーシリーズ ゴールデンスピン（ザグレブ）             | 7 54.43 | 6 105.37 | 6 159.80 |
| 2015年11月20日 - 22日 | ISUグランプリシリーズ ロステレコム杯（モスクワ）                   | 4 65.48 | 3 119.63 | 3 185.11 |
| 2015年10月15日 - 18日 | ISUチャレンジャーシリーズ モルドヴィアンオーナメント（サランスク） | 1 75.57 | 2 128.32 | 2 203.89 |
| 2015年10月3日         | 2015年ジャパンオープン（さいたま）                                 | -       | 4 118.81 | 3 団体   |

| 2013-2014 シーズン    |                                                        |         |          |          |
| 開催日                | 大会名                                                 | SP      | FS       | 結果     |
| 2014年2月6日 - 22日   | ソチオリンピック（ソチ）                               | 2 74.64 | 1 149.95 | 1 224.59 |
| 2014年1月13日 - 19日  | 2014年ヨーロッパフィギュアスケート選手権（ブダペスト） | 1 70.73 | 2 131.63 | 2 202.36 |
| 2013年12月22日 - 27日 | ロシアフィギュアスケート選手権（ソチ）                 | 1 72.53 | 2 140.24 | 1 212.77 |
| 2013年12月5日 - 8日   | 2013/2014 ISUグランプリファイナル（福岡）              | 2 68.38 | 6 104.92 | 5 173.30 |
| 2013年11月15日 - 17日 | ISUグランプリシリーズ エリックボンパール杯（パリ）     | 3 60.01 | 1 129.80 | 2 189.81 |
| 2013年11月1日 - 3日   | ISUグランプリシリーズ 中国杯（北京）                   | 1 66.03 | 3 108.67 | 2 174.70 |
| 2013年10月5日         | 2013年ジャパンオープン（さいたま）                     | -       | 4 105.95 | 3 団体   |

| 2012-2013 シーズン    |                                                      |         |          |          |
| 開催日                | 大会名                                               | SP      | FS       | 結果     |
| 2013年4月11日 - 14日  | 2013年世界フィギュアスケート国別対抗戦（東京）       | 1 67.13 | 6 115.97 | 4 183.10 |
| 2013年3月10日 - 17日  | 2013年世界フィギュアスケート選手権（ロンドン）       | 8 59.62 | 9 116.36 | 9 175.98 |
| 2013年1月21日 - 27日  | 2013年ヨーロッパフィギュアスケート選手権（ザグレブ） | 1 67.61 | 3 126.38 | 2 193.99 |
| 2012年12月24日 - 28日 | ロシアフィギュアスケート選手権（ソチ）               | 2 66.99 | 3 123.76 | 3 190.75 |
| 2012年11月9日 - 11日  | ISUグランプリシリーズ ロステレコム杯（モスクワ）     | 5 57.11 | 7 100.87 | 5 157.98 |
| 2012年10月19日 - 21日 | ISUグランプリシリーズ スケートアメリカ（ケント）     | 2 58.93 | 3 110.03 | 3 168.96 |
| 2012年9月27日 - 29日  | 2012年ネーベルホルン杯（オーベルストドルフ）         | 1 58.48 | 2 109.75 | 2 168.23 |

| 2011-2012 シーズン     |                                                        |         |          |          |
| 開催日                 | 大会名                                                 | SP      | FS       | 結果     |
| 2012年4月19日 - 22日   | 2012年世界フィギュアスケート国別対抗戦（東京）         | 6 56.12 | 4 113.57 | 4 169.69 |
| 2012年2月27日 - 3月4日 | 2012年世界ジュニアフィギュアスケート選手権（ミンスク） | 3 56.57 | 3 111.88 | 3 168.45 |
| 2012年01月14日 - 22日  | インスブルックユースオリンピック（インスブルック）     | 2 59.44 | 3 99.64  | 2 159.08 |
| 2011年12月24日 - 28日  | ロシアフィギュアスケート選手権（サランスク）           | 1 68.65 | 2 125.06 | 1 193.71 |
| 2011年12月8日 - 10日   | 2011年ゴールデンスピン（ザグレブ）                     | 2 51.83 | 1 110.64 | 1 162.47 |
| 2011年11月25日 - 27日  | ISUグランプリシリーズ ロステレコム杯（モスクワ）       | 3 57.79 | 3 111.96 | 3 169.75 |
| 2011年11月4日 - 6日    | ISUグランプリシリーズ 中国杯（上海）                   | 3 53.74 | 3 106.21 | 3 159.95 |

| 2010-2011 シーズン      |                                                            |         |          |          |
| 開催日                  | 大会名                                                     | SP      | FS       | 結果     |
| 2011年2月28日 - 3月6日  | 2011年世界ジュニアフィギュアスケート選手権（江陵）         | 1 59.51 | 1 115.45 | 1 174.96 |
| 2010年12月25日 - 29日   | ロシアフィギュアスケート選手権（サランスク）               | 2 63.79 | 1 133.65 | 1 197.44 |
| 2010年12月9日 - 12日    | 2010/2011 ISUジュニアグランプリファイナル（北京）          | 1 57.27 | 1 112.54 | 1 169.81 |
| 2010年9月30日 - 10月1日 | ISUジュニアグランプリ ジョン・カリー記念（シェフィールド） | 1 59.39 | 1 107.31 | 1 166.7  |
| 2010年9月18日 - 19日    | ISUジュニアグランプリ オーストリア杯（グラーツ）           | 1 61.32 | 1 117.65 | 1 178.97 |

| 2009-2010 シーズン    |                                                        |         |          |          |
| 開催日                | 大会名                                                 | SP      | FS       | 結果     |
| 2010年2月3日 - 6日    | ロシアジュニアフィギュアスケート選手権（サランスク）   | 4 57.28 | 6 93.50  | 6 150.78 |
| 2009年12月24日 - 25日 | ロシアフィギュアスケート選手権（サンクトペテルブルク） | 3 59.77 | 4 112.92 | 4 172.69 |

| 2008-2009 シーズン    |                                                      |         |          |          |
| 開催日                | 大会名                                               | SP      | FS       | 結果     |
| 2009年1月28日 - 31日  | ロシアジュニアフィギュアスケート選手権（サランスク） | 1 59.95 | 1 110.33 | 1 170.28 |
| 2008年12月24日 - 28日 | ロシアフィギュアスケート選手権（カザン）             | 1 54.93 | 2 105.62 | 1 160.55 |

| 2007-2008 シーズン       |                                                              |         |         |           |
| 開催日                   | 大会名                                                       | SP      | FS      | 結果      |
| 2008年1月30日 - 2月2日   | ロシアジュニアフィギュアスケート選手権（ロストフ・ナ・ドヌ） | 7       | 13      | 10 116.62 |
| 2007年11月30日 - 12月2日 | 2007年NRW杯 ジュニアクラス（ドルトムント）                   | 3 37.17 | 6 59.26 | 6 96.43   |

## プログラム使用曲
| シーズン  | SP                                                                                                  | FS | EX |
| --------- | --------------------------------------------------------------------------------------------------- | --- | --- |
| 2016-2017 | Suite Festiva 振付：ピーター・チェルニシェフ                                                        | Never meant to belong 振付：ピーター・チェルニシェフ                                                                   | |
| 2015-2016 | ある恋の物語 作曲：カルロス・エレータ・アルマラン バツカーダ・ブラジレイラ 振付：イリーナ・タガエワ | Je suis malade ボーカル：ララ・ファビアン 振付：イリーナ・タガエワ                                                     | バレエ『白鳥の湖』より 作曲：ピョートル・チャイコフスキー 演奏：デイヴィッド・ギャレット                                                                               |
| 2014-2015 | バレエ『白鳥の湖』より 作曲：ピョートル・チャイコフスキー 演奏：デイヴィッド・ギャレット            | Je suis malade ボーカル：ララ・ファビアン 振付：イリーナ・タガエワ                                                     | |
| 2013-2014 | 歌劇『カルメン』より 作曲：ジョルジュ・ビゼー 振付：ピーター・チェルニシェフ                        | 序奏とロンド・カプリチオーソ 作曲：カミーユ・サン＝サーンス 振付：ピーター・チェルニシェフ                             | オブリビオン 作曲：アストル・ピアソラカム・トゥゲザー ボーカル：ペトラ・マゴーニ 演奏：フェルッチョ・スピネッティ映画『ブラック・スワン』より 作曲：クリント・マンセル |
| 2012-2013 | スペイン奇想曲 作曲：ニコライ・リムスキー＝コルサコフ 振付：タチアナ・タラソワ、イリーナ・タガエワ  | At Last Blues 映画『バーレスク』サウンドトラック 作曲：クリストフ・ベック 振付：タチアナ・タラソワ、イリーナ・タガエワ | Welcome to Burlesque 映画『バーレスク』より ボーカル：シェールボレロ 作曲：モーリス・ラヴェル                                                                          |
| 2011-2012 | ボレロ 作曲：モーリス・ラヴェル 振付：タチアナ・タラソワ、イリーナ・タガエワ                        | 愛の夢 作曲：フランツ・リスト 振付：タチアナ・タラソワ、イリーナ・タガエワ                                             | ヘルナンドの隠れ家 作曲：ジェリー・ロス、リチャード・アドラー |
| 2010-2011 | ワルツ・セレクション 作曲：ヨハン・シュトラウス                                                     | 序奏とロンド・カプリチオーソ 作曲：カミーユ・サン＝サーンス                                                            | バレエ『白鳥の湖』より 作曲：ピョートル・チャイコフスキー |
| 2009-2010 | ワルツ・セレクション 作曲：ヨハン・シュトラウス                                                     | バレエ『シェヘラザード』より 作曲：ニコライ・リムスキー＝コルサコフ                                                    | |
| 2008-2009 | | バレエ『白鳥の湖』より 作曲：ピョートル・チャイコフスキー                                                              | |